# Wu Nan
Pour les articles homonymes, voir Wu.
Dans ce nom chinois, le nom de famille, Wu, précède le nom personnel.
Wu Nan, né le 20 novembre 1990, est un coureur cycliste chinois. Il est devenu champion de Chine du contre-la-montre en 2014 et 2015.

## Palmarès
- 2014
  -  Champion de Chine du contre-la-montre
- 2015
  -  Champion de Chine du contre-la-montre